# 288 Glavka
288 Glavka (mednarodno ime je 288 Glauke) je asteroid tipa S v glavnem asteroidnem pasu. 

## Odkritje
Asteroid je odkril francoski astronom Robert Luther 20. februarja 1890  v Düsseldorfu . 
Imenuje se po Glavki, hčerki Kreona iz grške mitologije.

## Lastnosti
Asteroid Glavka obkroži Sonce v 4,58 letih. Njegova tirnica ima izsrednost 0,211, nagnjena pa je za 4,330° proti ekliptiki. Njegov premer je 32,2 km km, okoli svoje osi se zavrti v 1200 h . 
Asteroid Glavka se vrti izredno počasi. Med vsemi telesi Osončja, ki niso planeti, se vrti najpočasneje (Merkur in Venera se vrtita še počasneje). Njegovo vrtenje je podobno kot vrtenje asteroida 4179 Toutatis, za katerega je značilno opletajoče vrtenje.